# Hypsodontinae
Hypsodontinae — вимерла підродина Bovidae. Вони вважаються найдавнішими представниками родини, які вперше з’явилися на початку міоцену. Група може бути дифілетичною по відношенню до інших членів родини.